# Морено, Роса Мария
Роса Мария Морено (исп. Rosa Maria Moreno; 7 июля 1927, Мехико Мексика — 30 июня 2006, там же) — мексиканская актриса.

## Биография
Родилась 7 июля (или 7 сентября) 1927 года в Мехико. С детства мечтала о профессии, далёкой от кино, но знакомство с кинорежиссёром Хоакином Пердане определило дальнейшую кинематографическую карьеру актрисы. Она дебютировала в 27-летнем возрасте в 1954 году и с тех пор до 2000 года успела сняться в 18-ти работах, среди них присутствуют и сериалы. После завершения съёмок в фильме «В последний бой», актриса решила взять творческий отпуск, чтобы посвятись себя дубляжу зарубежных фильмов и сериалов, однако она вернулась спустя 18 лет, при этом совмещая две должности — актрисы и мастера дубляжа. Актриса обладала в молодости очень яркой внешностью, за что получала роли роковых красоток. В России она знаменита благодаря одной роли — Сариты Замбрано в «Просто Марии». После исполнения роли в сериале «Безумие любви» в 2000 году актриса серьёзно заболела, безуспешно боролась с болезнью шесть лет.
Скончалась 30 июня 2006 года в Мехико. Похоронена актриса на кладбище «Пантеон», где захоронены видные мексиканские деятели.

## Фильмография

### Фильмы

#### Золотой век мексиканского кинематографа
- 1954 — «Бог посылает нам жизнь»
- 1955 — «Женщина на улице» — Проститутка.
- 1955 — «Любовь в четыре раза» — Чоле.
- 1957 — «Образованная леди» — Лупе.
- 1958 — «Трое в полумраке»
- 1959 — «Мне нравятся Валентины» — Жена Руперто.
- 1959 — «Если вы хотите, вы хотите»
- 1959 — «В последний бой» — Жена Мартина.

#### Фильмы последующих лет
- 1994 — «Сокровище Клотильде» — Клеменсия.

### Сериалы

#### Свыше 2-х сезонов
- 1985—2007 — «Женщина, случаи из реальной жизни» (22 сезона)

#### Televisa
- 1977—78 — «Рина» — Дионисия.
- 1978 — «Вивиана» — Беатрис де лос Рейес.
- 1982 — «Небеса не простят» — Серафина.
- 1984 — «Да, моя любовь» — Хулия.
- 1986 — «Падре Гальо» — Кармела.
- 1989 — «Карусель»
- 1989—90 — «Просто Мария» — Сарита Замбрано (дубл. Елена Павловская).
- 2000 — «Безумие любви» — Магнолия.

### Дубляж

#### Зарубежные актёры, озвученные Росой Марией Морено
- Софи Лорен
- Трейси Рид
- Лухене Сандерс
- Джессика Тэнди
- Линн Бари
- Патриция Уаймор
- Тина Луиз
- Барбара Бэйн
- Вирджиния Мейо
- Сара Черчилль